# Супер-Формула в сезоне 2023
Чемпионат Супер-Формулы 2024 года стал 51-м сезоном в истории высшего японского турнира на машинах с открытыми колёсами, а также 11-м сезоном Супер-Формулы. Сезон начался 8 апреля на трассе Фудзи Спидвей, и закончился 29 октября на трассе Судзука. Томоки Нодзири вошел в сезон как двукратный и действующий чемпион серии.
Пилот TOM Ритомо Мията выиграл чемпионат пилотов в финальной гонке, опередив Лиама Лоусона, который стал лучшим новичком года, а его команда Mugen выиграла командный зачёт.

## Календарь
| Этап      | Трасса                           | Дата этапа    |
| --------- | -------------------------------- | ------------- |
| 1-2       | Фудзи Спидвей, Ояма, Сидзуока    | 8-9 апреля    |
| 3         | Судзука, Судзука, Миэ            | 23 апреля     |
| 4         | Автополис, Хита, Оита            | 21 мая        |
| 5         | Sportsland SUGO, Сибата, Мияги   | 18 июня       |
| 6         | Фудзи Спидвей, Ояма, Сидзуока    | 16 июля       |
| 7         | Твин Ринг Мотеги, Мотэги, Тотиги | 20 августа    |
| 8-9       | Судзука, Судзука, Миэ            | 28-29 октября |
| Источник: |                                  |               |